# 世界愛犬連盟
世界愛犬連盟（せかいあいけんれんめい、英: World Dog Alliance, WDA）は、2014年に慈善家の玄陵によって設立された国際非営利団体である。本部は香港にあり、動物福祉の向上を目的として活動している。特に犬猫肉消費の根絶を目指した活動に注力しており、犬猫肉の消費を世界的に禁止することを主要な使命としている。動物福祉に関する意識を高めることを目的に、政策提言や啓発活動を展開している。また、異なる文化や地域における犬猫の人道的な扱いを促進し、政府や関連団体と連携して国際的な基準の確立を目指している。

## 犬猫肉消費禁止に向けた活動
世界愛犬連盟は、犬猫肉消費禁止に向けたさまざまな活動を展開している。その中でも、アメリカ、イギリス、日本などでの犬肉消費禁止法の推進が注目されている。特にアメリカにおいては、2018年に「犬猫肉貿易禁止法」（Dog and Cat Meat Trade Prohibition Act）の成立を支援し、大きな成果を上げた。この法律は、アメリカ国内での犬肉および猫肉の取引や消費を禁じている。
政策提言だけでなく、一般市民への教育活動にも力を入れている。教育資料の作成、メディアとの連携、そして啓発キャンペーンを通じて、犬肉消費に関する問題点を伝えている。これらの活動を通じて、犬肉消費が動物への虐待だけでなく、公衆衛生上のリスクを伴うことも訴えている。
世界愛犬連盟の活動は、地域メディアや国際メディアで取り上げられるなど、一定の注目を集めている。特に2024年には、朝鮮日報日本語版などで日本やアメリカにおける活動が報じられた。一方で、犬肉消費が伝統的な文化とされる国や地域では、活動が文化的な課題に直面することもある。それでも、同連盟は引き続きメディアや各国政府との連携を通じて、使命達成に向けた取り組みを継続している。

## 犬猫食禁止に関して成立した法律
アメリカ合衆国　2018年12月12日可決 農業法　第12515条
(a)何人たりとも、食用目的で犬や猫の屠殺、配送、輸送、移動、配達、保持、購入、販売、譲渡をしてはならない、また食用目的での犬や猫の体の一部についても同様である。(b)この条項に違反したものには＄5,000以下の罰金を課す。
深圳　野生動物食用禁止条令　第2条
何人たりとも、国家家畜リストに定められた動物以外の動物の食用を禁止する。国家家畜リストには豚、牛、ヤギ、ロバ、ウサギ、鶏、アヒル、鳩、うずらが含まれる。
台湾　動物保護法　第12条
犬猫の殺害、その残存物またはそれらを原料とする食品の販売、購入、摂食、または所有を禁止する。 中央監督庁により屠畜が禁じられた動物の死骸の販売を禁止する。
南オーストラリア　要約犯罪法　第10条
(a)人間の食用を目的とする犬猫を殺す行為、それにかかわる処理、または(b)人間の食用を目的とする犬猫(生きているかどうかにかかわらず)、または犬猫由来の肉を他の人に提供する行為(c)犬猫肉の食用、これらは違法行為である。$1,250以下の罰金。
香港　犬猫に関する条例　第3条
(1)何人たりとも食用のために犬猫を屠殺してはならない（2）何人たりとも食用のために犬猫の肉を販売、使用、または販売、使用の許可をしてはならない（1）（2）に違反した者は＄5,000の罰金と6か月の懲役を課す。
マカオ　動物保護法　第4条
人間の食用のための犬猫の屠殺を禁止する。違反した者は＄100,000の罰金と3年の懲役を課す。
ドイツ　動物福祉法　第28条
(a) 犬、猫、その他のイヌ科、ネコ科の動物と猿の肉は人間の食用にしてはならない。(ｂ)罰則―秩序ある予防措置の遵守または、許可なく犬を屠殺した場合は1年以下の懲役または罰金を課す。
オーストラリア　動物保護法　第6条
食用または他の製品に使用目的で犬猫の殺害を禁止する。第6条に違反して動物を殺害した者は€7,500以下の罰金とし、再犯の場合は€15,000以下の罰金を課す。